# Del Gallego
Del gallego est une municipalité de la province de Camarines Sur, aux Philippines.

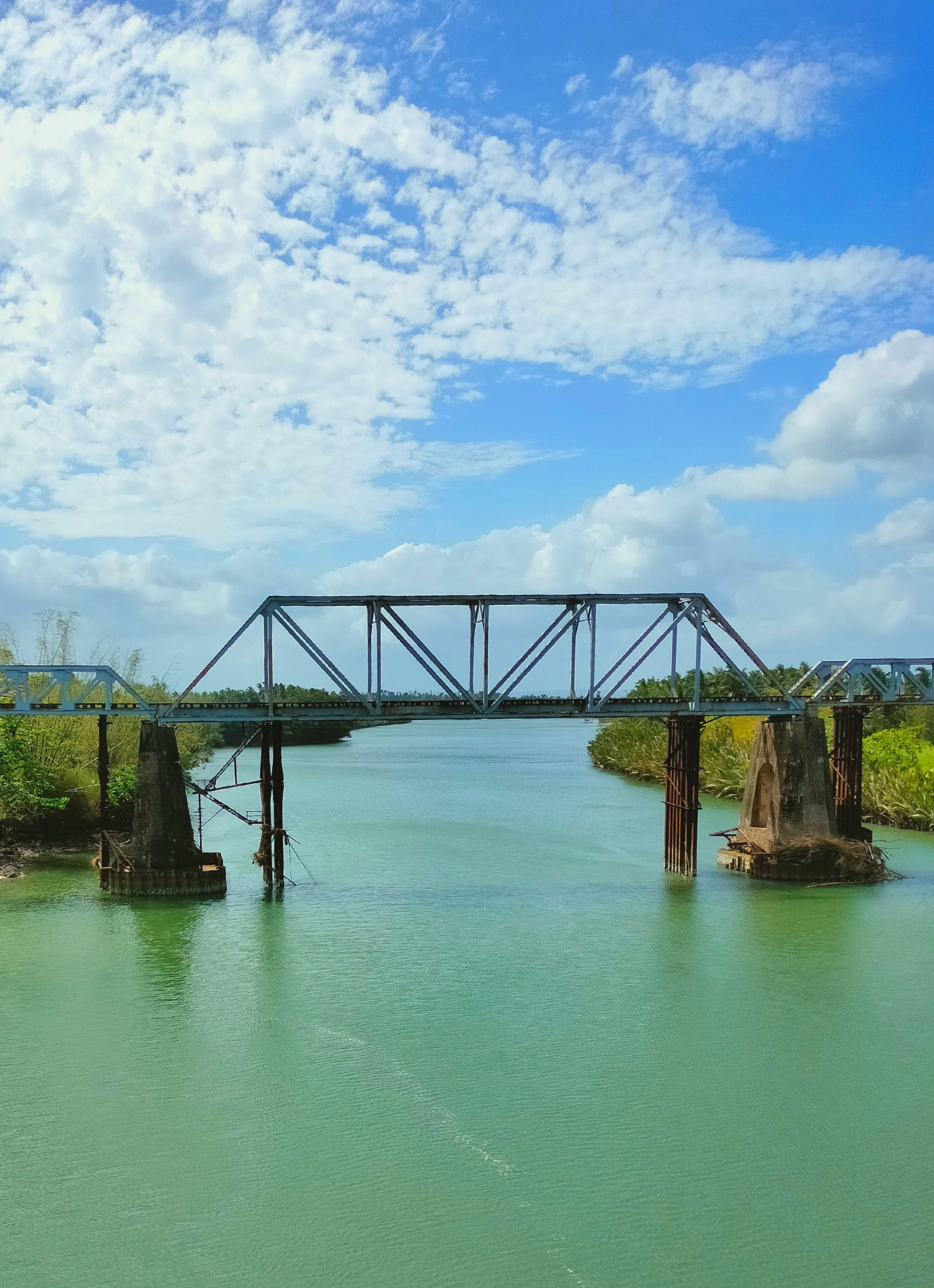
Pont Kilbay